# Ambia (Indiana)
Ambia è una città degli Stati Uniti d'America, nella Contea di Benton, nello Stato dell'Indiana.
La popolazione era di 189 abitanti nel censimento del 2000.